# Consistórios de Nicolau II
Esta entrada reúne a lista completa dos concistórios para a criação de novos cardeais presidida pelo Papa Nicolau II, com a indicação de todos os cardeais criados dos quais há informação documental (13 novos cardeais em 3 concistórios). Os nomes são colocados em ordem de criação.
O Papa Nicolau II, em um sínodo realizado na Catedral de Latrão em 13 de abril de 1059, promulgou o decreto In nomine Domini, que deu aos cardeais o direito exclusivo de eleger o Sumo Pontífice, Bispo de Roma, propondo o candidato aos outros membros do Sacro Colégio. , os cardeais presbíteros e cardeais diáconos, que tiveram que ratificar a escolha. Finalmente, o resto do clero e o povo tiveram que dar seu consentimento para a eleição. Restava apenas uma vaga menção ao antigo direito imperial de aprovar a eleição bem-sucedida.
Assim, a competência definitiva do Sagrado Colégio para escolher o Sumo Pontífice foi estabelecida.

## 1059
1. Gilberto, criado cardeal-bispo de Labico (ou Frascati) (falecido em 1062)
2. Desiderio (Dauferio Epifani), O.S.B.Cas., Abade de Montecassino; criado cardeal-presbítero de Santa Cecilia; posteriormente eleito Papa Vitor III em 24 de maio de 1086 (falecido em setembro de 1087)
3. Ildebrando Aldobrandeschi da Soana, O.S.B.; criado cardeal-diácono de Santa Maria em Domnica; posteriormente eleito Papa Gregório VII em 22 de abril de 1073 (falecido em maio de 1085); canonizado em 1728. Sua festa ocorre em 25 de maio
4. Oderisio, O.S.B.Cas.; criado cardeal-diácono de Santa Ágata dos Góticos (falecido em 1105); declarado beato.

## 1060
1. Bruno, cardeal-bispo de Palestrina (falecido em 1065)
2. Gregório, possivelmente cardeal-bispo de Velletri.
3. Bonifácio, cardeal-bispo de Gabi (falecido depois de 30 de setembro de 1061)
4. Landolfo, cardeal presbyter (título desconhecido)
5. John, cardeal presbyter (título desconhecido) (morreu cerca de 1080)
6. Guido, cardeal-presbítero dos Santos Silvestre e Martinho nos Montes (falecido antes de 1073)
7. Bernard, cardeal-diácono (diaconia desconhecida) (falecido após 1076)

## 1061
1. Gaudenzio, cardeal-presbítero de Santa Anastásia (falecido em 1063)
2. Giovanni Minuzzo, cardeal-presbítero de Santa Maria além do Tibre (falecido em 1090)